# Літохоро
Літохоро (грец. Λιτόχωρο), катаревусна назва Літохорон (грец. Λιτόχωρον) — місто та муніципалітет в Греції, біля підніжжя гори Олімп, адміністративно відноситься до ному Пієрія, за 22 км від Катеріні та 90 км від Салонік.
Літохоро — популярний курорт Греції із сонячними македонськими пляжами Плаки та Гриці-Літохору, також центр альпінізму. Саме в Літохоро розпочинається найпопулярніший маршрут сходження на вершину Олімпу.

## Населення
| Рік  | Населення | Муніципалітет |
| ---- | --------- | ------------- |
| 1981 | 6,157     | —             |
| 1991 | 6,667     | 6,864         |
| 2001 | 6,697     | 7,011         |

## Персоналії
- Аркас Захарій Андрійович[2] — генерал-лейтенант, археолог та історик. Старший брат М. А. Аркаса, дядько М. М. Аркаса (старшого).